# Sara Zaafarani
Sara Zaafarani Zenzari (em árabe: سارة زعفراني زنزري; Túnis, 26 de janeiro de 1963) é uma engenheira e política tunisiana que atuou como ministra do Equipamento e Habitação de 11 de outubro de 2021 a 21 de março de 2025 e assumiu o cargo de primeira-ministra da Tunísia em 21 de março de 2025. Ela se tornou a terceira primeira-ministra do país em menos de dois anos e a segunda mulher a ocupar o cargo. Sua nomeação ocorreu em meio a uma grave crise financeira na Tunísia. Ela é fluente em quatro idiomas: árabe, francês, alemão e inglês.